# فيتو (جريدة)
جريدة فيتو هي جريدة مستقلة أسبوعية أسست في مصر عام 2013.

## اتجاه الجريدة
الجريدة تتسم بأسلوب (ساخر عميق يتناسب مع طبيعة الشعب المصري) بحسب أقوال مؤسسيها.

## الموقع الإلكتروني
موقع فيتو أو البوابة الإخبارية الإلكترونية لجريدة فيتو يحتل المرتبة ال42 بين المواقع التي يزورها المصريون طبقا لموقع أليكسا.

## وصلات خارجية
- الموقع الرسمي